# Елия Анастасия
Ино, прекръстена Елия Анастасия († 593 г.), е византийска императрица, съпруга на император Тиберий II.

## Брак с Тиберий II
Според хрониста Йоан Ефески Ино първоначално е омъжена за Йоан, офицер от византийската армия. Двамата имат дъщеря, сгодена за Тиберий. Съпругът и дъщерята на Ино обаче умират преди сключването брака. След това самата Ино се омъжва за Тиберий.
Йоан Ефески посочва, че Ино ражда на Тиберий три деца. Известни са имената на две техни дъщери – Константина, която е омъжена за император Маврикий, и Чарито. За третото им дете се смята, че е починало рано.

## Византийска цезариса
По времето на император Юстин II Тиберий заема длъжностт Комес и през 573 г. изпълнява военна мисия срещу Сасинидската империя. Постепенно властта във Византия се съсредоточава в ръцете на императрица София, съпругата на душевноболния император Юстин. Като регент обаче тя няма пълна подкрепа и затова назначава популярния Тиберий за втори регент.
Теофан Изповедник посочва, че Тиберий е провъзгласен за цезар лично от император Юстин II на 7 декември 574 г. Като цезар Тиберий официално е признат и за наследник на императора. Така Ино е удостоена с титлта Цезариса, запазена за втората по ранг жена в империята.
Йоан Ефески и Теофан Изповедник са категорични, че по това време императрица София планира след смъртта на Юстин II да се омъжи за Тиберий, с когото да управлява съвместно империята. Бракът на Тиберий и Ино обаче е сериозна пречка пред плановете на императрицата и е причина съпругата и дъщерите на Тиберий да изпаднат в немилост пред нея. Тя не позволява на Ино и дъщерите ѝ да се установят в Големия дворец в Константинопол. Вместо това те са настанени в една от бившите резиденции на император Юстиниан I. Според Йоан Ефески Тиберий всяка вечер нощува при семейството си. София категорично отказва да допусне Ино и дъщерите ѝ в двора и ги посещава само за да ѝ засвидетелстват подобаващото ѝ се почитание.
По-късно Ино и дъщерите ѝ напускат Константинопол и се установят в Дафнидиум, предишна тяхна резиденция. Малко след това Ино се разболява и Тиберий напуска столицата, за да бъде край нея.

## Византийска императрица
През септември 578 Юстин II обявява Тиберий за свой съимператор. Юстин II умира на 5 октомври 578 и Тиберий II става едноличен владетел на империята. Йоан Ефески съобщава, че след смъртта на Юстин II София изпраща патриарх Евтихий при Тиберий II, за да го убеди да се разведе с Ино. Бившата императрица предлага на Тиберий II да се ожени за нея или за дъщеря ѝ. Императорът обаче категорично отхвърля прдложението.
Страхувайки за живота на съпругата и дъщерите си, Тиберий II заповядва те да бъдат доведени тайно в Константинопол. През една късна вечер Ино и дъщерите ѝ са преведени тайно в града на една малка лодка. Жените пристигат невредими, а Тиберий II нарежда те да бъдат посрещнати официално от патриарха и от членове на сената. По-късно на специална церемония Ино е обявена за императрица и получава титлата Августа.
Около 580 година Анастасия успешно се излекува в Акве Калиде и в знак на благодарност подарява императорската си мантия на местната църква. През 584 година аварите, редвождани от хан Баян подлагат на опустошение Тракия и крайбрежието и отсядат в лековитите Анхиалски бани. Според византийския историк Теофилакт Симоката в една от църквите на града аварите намерили пурпурнита мантия на императрицата Анастасия, а Хан Баян я облякъл и се провъзгласил за император на ромеите.
Според Йоан Ефески името Ино не подхожда на една християнска императрица, тъй като има езически произход. Според гръцката митология Ино е дъщеря на Кадмий и Хармония, идентифицирана с богинята Левкотея. Така новата императрица получила името Анастасия, предложено от привърженици на синята дими партия. Конкурентната зелена партия предложила името Елена.
Анастасия не е единствената Авгута в империята. Бившата императрица също запазва титлата Августа и продължава да живее в двореца.
Тиберий II умира на 14 август 582 г. и е наследен от Маврикий, годеник на дъщеря му Константина. Бракът между Константина и Маврикий е сключен през есента на 582 г. Церемонията е описана подробно от Теофилакт Симоката. Константина получава титлата Августа, а Анастасия и София продължават да се титулуват със същата титла. Йоан Ефески споменава, че трите августейши резидират в Големия дворец в Константинопол.
Августа Анастасия умира през 593 г. Тя е погребана в църквата „Св. Апостоли“ до съпруга си.